# Щепенко Микола Назарович
Мико́ла Наза́рович Щепе́нко (25 травня 1915 , Гришине, Катеринославська губернія  — листопад 1995 ) — український письменник. Член Національної спілки письменників України (з 1989). Один із засновників Сватівської літературної студії «Світанок».

## Біографія
Народився 25 травня 1915 року в родині шахтаря в селі Гришине, тепер Покровський район, Донецька область, Україна.
Навчався в Кіровоградському будівельному технікумі та Харківському інженерно-будівельному інституті. Учасник Другої світової війни, нагороджений орденами та медалями.

## Творчість
Писав українською мовою.
Автор книг оповідань та повістей: «Людина іде до сонця», «Знахідка» (1958), «Земля пахне» (1963), «Два постріли» (1973), «Вибір» (1974), «Люди добрі» (1995), «Батькові руки» (1989).
До 1948 року журнал «Дніпро» видрукував його повість «Людина йде до сонця», котра була піддана нищівній критиці як твір, що «викривлює радянську дійсність»
15 липня 1948 року газета «Радянська Україна» опублікувала статтю О. Килимника і Л. Речмедіна «Фальшива і шкідлива повість». Засуджена повість М. Щепенка «Людина іде до сонця», надрукована в журналі «Дніпро». Відмічено, що автор у «кривому дзеркалі» подав партійних і безпартійних більшовиків. І на довгі-довгі роки перед автором зачинилися двері часописів і видавництв.
Але письменник не зламався духовно. Наполегливо працював, писав п'єси, новели, повісті, оповідання. Нарешті, клопотаннями поетів і прозаїків Олеся Гончара, Миколи Руденка та інших, Миколу Назаровича було «реабілітовано» І прийнято до Спілки письменників України. А за п'єсу «Совість» він завойовує заохочувальну премію на республіканському конкурсі